# Philotimosz
Philotimosz (Kr. e. 3. század eleje) görög orvos.
A dogmatikus orvosi iskolához tartozott, a kószi Praxagorasz tanítványa volt. Tizenhárom könyvből álló munkát írt a táplálkozásról Peri troiné címmel. Az ókori irók gyakran idézték a következő műveit is: Ofartutikón (Szakácskönyv); Peri kümón (A test nedveiről); Kai ithreión (Az orvosi rendelők helyiségének berendezéséről). Műveiből csupán néhány töredék maradt fenn Aulus Cornelius Celsus és Galénosz írásaiban.